# Vincente Danilo Echeverría Verdesoto

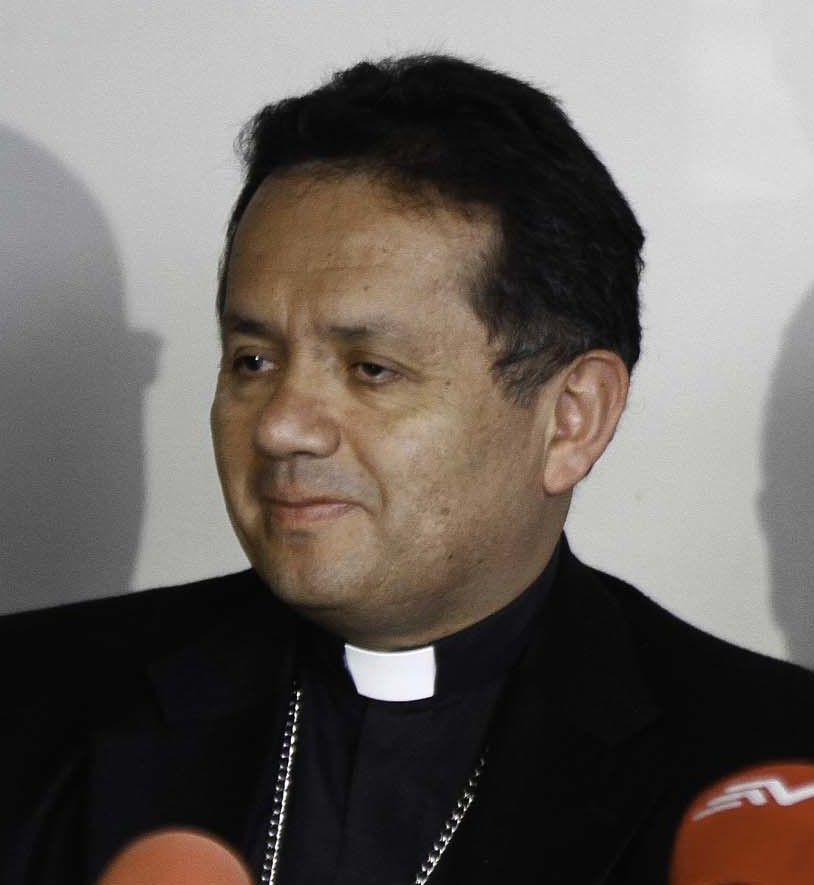
Danilo Echeverría (2015)

Vincente Danilo Echeverría Verdesoto (* 19. Juni 1962 in Quito) ist ein ecuadorianischer römisch-katholischer Geistlicher und Weihbischof in Quito.

## Leben
Vincente Danilo Echeverría Verdesoto besuchte das Pensionado Pedro Pablo Borja No. 2 sowie später das Colegio Los Andes und die Antwerp High School in den USA. Von 1980 bis 1982 studierte er Medizin an der Universidad Central del Ecuador in Quito. Danach trat Echeverría Verdesoto in das Priesterseminar Nuestra Señora de la Esperanza in Ibarra ein, an dem er das Studium der Philosophie und der Katholischen Theologie absolvierte. Am 29. Mai 1988 empfing Vincente Danilo Echeverría Verdesoto in Rom durch Papst Johannes Paul II. das Sakrament der Priesterweihe.
Nach weiterführenden Studien erwarb Echeverría Verdesoto an der Universität Navarra in Pamplona ein Lizenziat und wurde 1991 zum Doktor der Theologie promoviert. Daneben war er von 1988 bis 1989 als Krankenhausseelsorger an der Universitätsklinik von Navarra tätig. 1991 kehrte Vincente Danilo Echeverría Verdesoto in seine Heimat zurück und wirkte als Sekretär und Ausbilder am Priesterseminar Nuestra Señora de la Esperanza in Ibarra. Daneben war er 1995 Sekretär der sechsten Diözesansynode des Bistums Ibarra. 1998 wurde er Subregens und 2003 schließlich Regens des Priesterseminars in Ibarra. Zudem war Echeverría Verdesoto von 2000 bis 2001 Vizepräsident der Organización de Seminarios Ecuatorianos und später Mitglied des Priesterrats des Bistums Ibarra.
Papst Benedikt XVI. ernannte ihn am 7. Juni 2006 zum Titularbischof von Thibuzabetum und zum Weihbischof in Quito. Der Erzbischof von Quito, Raúl Eduardo Vela Chiriboga, spendete ihm am 21. Juni desselben Jahres in der Kathedrale Virgen Asunta al Cielo in Quito die Bischofsweihe; Mitkonsekratoren waren Julio César Terán Dutari SJ, Bischof von Ibarra, und Néstor Rafael Herrera Heredia, Bischof von Machala. Sein Wahlspruch De te vivere („Von dir leben“) stammt aus dem Hymnus Adoro te devote von Thomas von Aquin.
Vom 8. Juni 2021 bis zum 22. Juli 2023 verwaltete Vincente Danilo Echeverría Verdesoto zudem als Apostolischer Administrator das vakante Bistum Tulcán.
In der Ecuadorianischen Bischofskonferenz ist Vincente Danilo Echeverría Verdesoto Mitglied der Kommission für den Klerus, die Berufungspastoral und die Priesterseminare.